# 리틀 아메리카 기지
리틀 아메리카 (Little America)는 남극 대륙의 로스 빙붕에 위치했던 미국의 옛 과학 연구기지로, 1929년부터 1958년까지 총 다섯 차례에 걸쳐 운영되었다. 기지를 서로 다른 위치에 다섯 번 세웠기 때문에 이들을 각각 '1호', '2호' 하는 식으로 구별한다.
1호 기지부터 4호 기지까지는 웨일만 인근에, 5호 기지는 카이난만 인근에 건설되었다. 다섯 기지 모두 로스 빙붕의 얼음층 위에 임시기지로 건설되었기 때문에 단단한 지반을 기반으로 고정되지 못했으며 1~2년 정도의 짧은 기간 동안 한정적으로 운영되었다. 현재 다섯 기지 모두 버려져 자취를 감추었거나, 부지 자체가 빙산으로 떨어져 남극해로 나온 상태이다. 본 문서의 위치 좌표는 대략적인 위치를 표시한 것이다.

## 역사

### 리틀 아메리카 1호
첫번째 기지인 '리틀 아메리카 1호' (Little America I)는 1929년 1월 리처드 버드가 세웠으며 1930년에 활동을 중단하고 버려졌다. 1930년 다큐멘터리 영화 《남극점에서 버드와 함께》 (With Byrd at the South Pole)이 촬영된 무대로, 바이어드의 남극점 정복기를 다루고 있다.

### 리틀 아메리카 2호
'리틀 아메리카 2호' (Little America II)는 1934년에 세워졌으며 기존의 기지가 세워진 부지에서 약 10m 높이 고도에 세워졌다. 기존 기지의 일부 건물은 터널을 통해 접근이 가능한 상태였다. 1934년 기지 일대의 얼음지반이 빙산으로 떨어져 나와 잠시 표류하기도 하였으나, 머지않아 주빙하와 합쳐지면서 안정화되었다.
1934년~1935년 미국 탐험대의 원정 기간 동안 미국 정부가 기념 우표를 발행, 이것을 붙인 수많은 기념편지가 리틀 아메리카 기지에서 본국으로 보내졌다. 그러나 현지의 어려운 여건 탓에 기념편지 제작이 조기에 중단되었다. 또한 당시 남극 최초의 라디오 방송을 성공적으로 진행하였는데, 이곳에서 정기적으로 보내진 라디오 방송 신호는 18,000km 떨어진 미국 본토의 가정용 라디오 세트로 수신이 가능했던 것으로 알려져 있다.

### 리틀 아메리카 3호
'리틀 아메리카 2호' (Little America II)는 1940년~1941년에 건설되었으며 북쪽으로 약 10km 떨어진 지점에 별도로 세워졌다.
1940년 남극 탐사용 대형 설상차인 앤타티크 스노 크루저 (Antarctic Snow Cruiser)가 리틀 아메리카 3호 기지로 운송되었다. 그러나 아쉽게도 설계, 기술상의 결함이 여럿 발견되어 거의 활용되지는 못했으며 그대로 눈 속에 버려져 파묻히게 되었다. 앤타티크 스노 크루저는 1958년에 다시 한번 발견되었으나, 이후로는 깊은 얼음 속 내지는 남극해 수면 아래로 묻혀 사라진 것으로 여겨진다.
1963년 리틀 아메리카 3호 기지가 있던 얼음 부지도 바다로 떠내려가면서 현재는 찾아볼 수 없다.

### 리틀 아메리카 4호
'리틀 아메리카 4호' (Little America IV)는 1946년~1947년에 건설되었으며 하이점프 작전 (Operation Highjump)의 본기지로 활용되었다. 1946년 12월 2일과 12월 5일에는 미 해군 소속 공병대원 166명이 우에네메항의 USS 얀시 호와 USS 머릭 호에서 출발해 하이점프 작전에 배정되어 기지 건설에 동원되었다.

### 리틀 아메리카 5호
'리틀 아메리카 5호' (Little America V)는 1956년 1월 3일 딥 프리즈 작전의 일환으로, 리틀 아메리카 4호 기지로부터 동쪽으로 50km 떨어진 카이난만 연안에 건설되었다. 리틀 아메리카 5호 기지는 국제 지구물리 관측년을 맞이하여 기획된 남극 연구활동의 미국 측 기지로 지정, 1957년 7월 1일부터 1958년 12월 31일까지 활용되었다.
리틀 아메리카 4호는 미해군 공병대에서 석달에 걸쳐 시공을 맡았으며, 겨울철에 접어들면 공사가 거의 불가능할 것을 대비하여 서둘러 완공되었다. 리틀 아메리카 5호 기지는 얼음층 안의 설선 지하를 건설 기반으로 삼고, 연구대원의 개인거주 공간, 발전실, 식당실을 갖추었으며 한쪽 끝에는 궤도차량용 경사로를 설치하였다. 각 건물이 서로 연결되어 있는 구조 덕에 리틀 아메리카 5호 기지에 머무는 인원들은 혹독한 겨울철에도 다른 구역으로 건너가기 위해 야외로 나갈 필요가 없었다.
1987년 리틀 아메리카 5호 부지가 B-9 빙산이라는 거대 빙산으로 떨어져 나왔다.

## 같이 보기
- 브로크턴 기지
- 버드 기지
- 딘 컬럼 스미스
- 엘스워스 기지
- 맥머도 기지
- 딥 프리즈 작전
- 남극 기지
- 사이플 기지